# Норвегія в Другій світовій війні

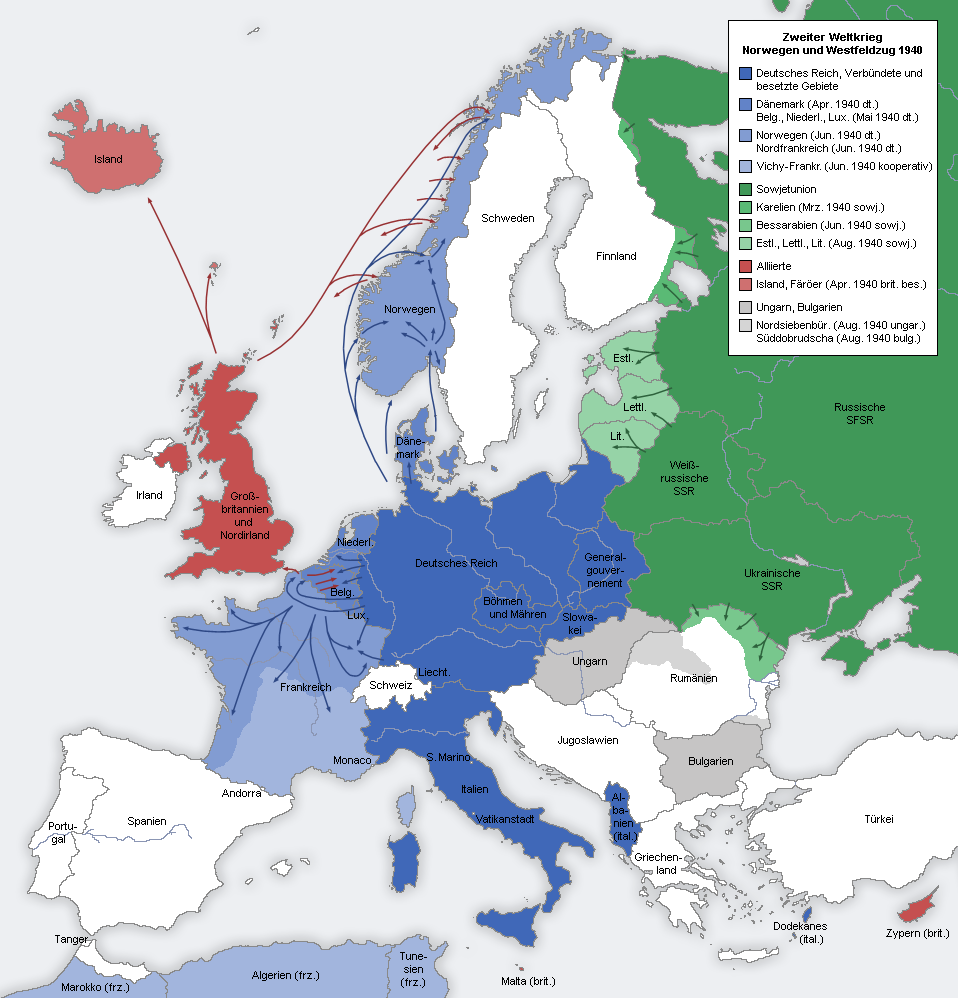
Друга світова війна в Європі.

Починаючи з вторгнення 9 квітня 1940, Норвегія перебувала під військовою окупацією німецьких військ і цивільної адміністрації Німеччини в співпраці з пронімецьким урядом. Окупація Норвегії нацистською Німеччиною закінчилася 8 травня 1945 після капітуляції німецьких військ в Європі.

## Передісторія
Під час Першої світової війни Норвегія зберігала нейтралітет. Після 1933 року розвиток Норвегії залежав від трьох факторів:
- жорстка фінансова політика, чому сприяли консервативні партії;
- пацифізму сприяла Норвезька робітнича партія, яка перебувала при владі з 1933 року;
- доктрина нейтралітету, яка виходила з того, що не буде ніякої необхідності Норвегії брати участь у війні, якщо вона залишиться нейтральною.

Наприкінці 1930-х років Стортинг збільшив військовий бюджет, незважаючи на збільшення державного боргу. Як з'ясувалося згодом, більшість планів, включених у бюджет, не була реалізована вчасно.
Попри те, що принцип нейтралітету зберігав силу аж до вторгнення німців, усім було відомо, що уряд Норвегії насамперед не хоче перебувати в стані війни з Великою Британією. До осені 1939 року була поширена думка, що Норвегія була не тільки готова захистити свій нейтралітет, а й боротися за свою свободу і незалежність. Зусилля з підвищення боєготовності активізувалися в період від вересня 1939 до квітня 1940 року.

## Вторгнення
Вторгнення в Норвегію відбулося у ніч з 8 на 9 квітня 1940 року. Німеччина вторглася до Норвегії на тій підставі, що Норвегія потребувала захисту від військової агресії з боку Великої Британії та Франції. Стратегічно Німеччина завдяки цьому вирішила наступні проблеми:
- Отриманий доступ до незамерзаючих північних норвезьких портів для подальшого доступу в Північний Льодовитий океан і Північну Атлантику.
- Отриманий доступ до шведської залізної руди, вивезення якої проводилося через Нарвік.
- Попереджено британське і французьке вторгнення до Норвегії.
- Посилено пропаганду Третього рейху.

Відповідно до доктрини «бліцкригу» німецькі повітряні та морські сили напали на Норвегію в рамках операції Weserübung, що почалася 9 квітня 1940. З метою закріпитися в Осло і Тронгеймі вони почали наземний наступ проти розсіяного внутрішнього опору в Норвегії. Норвезька армія зробила кілька контратак, але безуспішно. Хоча військовий опір в Норвегії мав невеличкий військовий успіх, він мав значний політичний ефект, що дозволило норвезькому уряду, в тому числі Королівській родині, виїхати з Норвегії і сформувати уряд у вигнанні. Цьому в основному сприяла загибель німецького крейсера «Блюхер» в затоці Осло-фіорд в перший день вторгнення, а також перестрілка між німецькими та норвезькими силами під Мідтскугеном, коли норвежці успішно захистили свого короля від захоплення.
Велика й найкраща частина норвезького озброєння була втрачена в перші 24 години після німецького вторгнення, що значно знизило ефективність дій норвежців. Військовий опір у південній Норвегії припинився вже 2 травня.

## Німецька окупація Норвегії

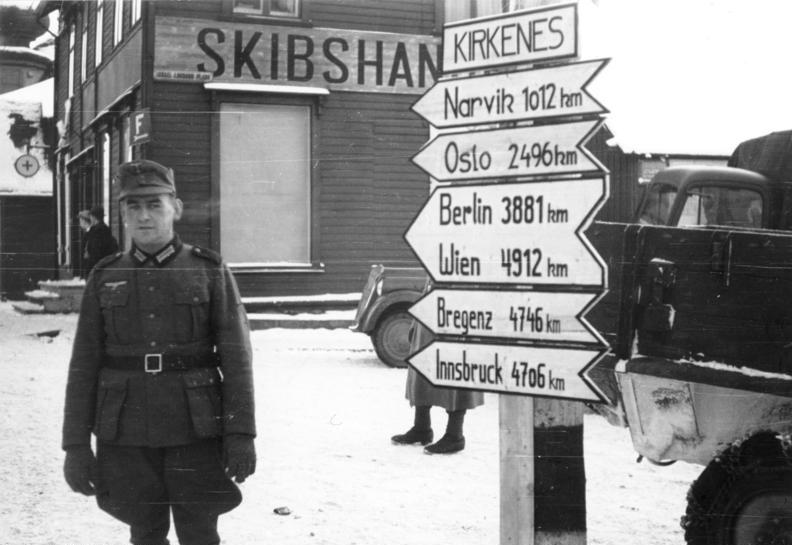
Німецький солдат в Кіркенесі

Після закінчення бойових дій у 1940 році був створений райхскомісаріат Норвегія, який очолив Йозеф Тербовен. Для управління економікою Норвегії був створений штаб військової економіки.

### Німецьке угрупування в Норвегії
Влітку 1940 року на території Норвегії перебували 7 піхотних дивізій вермахту.
Станом на 22 червня 1941 року на території Норвегії та Північної Фінляндії знаходилися частини німецької армії «Норвегія» (три армійські корпуси), в портах Норвегії знаходилися 5 німецьких есмінців, 6 підводних човнів і ряд допоміжних суден, а також передані під контроль німців колишні кораблі норвезького флоту (3 міноносці, 2 мінних загороджувача і 10 сторожових кораблів).
Станом на 1 квітня 1942 року на території Норвегії перебували 8 піхотних і 1 танкова дивізія вермахту, а також авіація 5-го повітряного флоту люфтваффе; в портах перебували лінкор «Тірпіц», важкі крейсери «Лютцов» і «Хіппер», легкий крейсер «Кельн», дві флотилії ескадрених міноносців, 20 підводних човнів, а також ескортні і допоміжні судна. Надалі, в період з початку серпня до середини листопада 1942 дві дивізії були перекинуті з Норвегії в СРСР.
На початку листопада 1943 загальна чисельність німецьких військ в Норвегії становила 380 тис. чоловік. У грудні 1943 року в портах Норвегії перебували німецькі лінкори «Шарнхорст» і «Тірпіц», 14 есмінців і міноносців, 2 мінних загороджувачі, більше 50 сторожових кораблів і тральщиків, до 20 підводних човнів, флотилія торпедних катерів, а також допоміжні судна, малі сторожові і патрульні катери, на аеродромах базувалося понад 200 літаків.
Станом на початок 1944 року в Норвегії перебували 13 німецьких дивізій. У середині лютого 1944 одна піхотна дивізія була направлена на східний фронт.
Чисельність військовослужбовців СС на території Норвегії під командуванням Вільгельма Редісса становила близько 6 тисяч чоловік.

### Рух Опору в Норвегії
Переважна більшість норвежців виступила проти окупації. Опір в значній мірі підтримувався діяльністю уряду у вигнанні, який перебував у Лондоні і який регулярно поширював підпільну пресу норвезькою мовою, а також координував диверсійні рейди проти гітлерівських окупантів.
Опір приймав різні форми. Деякі норвежці взяли участь у збройному опорі, інші надавали їм підтримку, багато норвежців здійснювали акти громадянської непокори. З плином часу було організовано збройний опір, в основному під єдиним командуванням. Було проведено розділення між тиловими (норв. Hjemmefronten) і зовнішніми операціями (норв. Utefronten). Норвезький флот і норвезькі війська діяли в складі збройних сил Великої Британії. Єдність командної структури зіграла важливу роль у впорядкованій передачі влади в травні 1945 року.
10 серпня 1940 року комуністична партія Норвегії виступила із закликом активізувати боротьбу проти німецьких окупантів. Восени 1940 року в Бергені, Тронхеймі і Сармсборзі були проведені антинацистські демонстрації.
10 вересня 1941 року в Осло відбувся страйк, в якій брали участь 25 тис. робітників. Німецькі війська розігнали страйкуючих, десятки робітників були арештовані, а два профспілкових активіста (В. Ханстеєн і Р. Вікстрьом) — розстріляні.
У середині листопада 1941 року в Осло відбувся студентський страйк.
У лютому 1943 року у Веморку група норвежців, підготовлених британськими спецслужбами, підірвала цех підприємства «Norsk Hydro» з виробництва важкої води.
У квітні 1943 року норвезькі підпільники підірвали німецький корабель.
15 березня 1945 відбулася одна з наймасштабніших акцій норвезького руху Опору — єдина залізниця, що зв'язувала південну Норвегію з північною частиною країни, була підірвана більш ніж в 1000 місцях.

### Норвезький колабораціонізм у Другій світовій війні

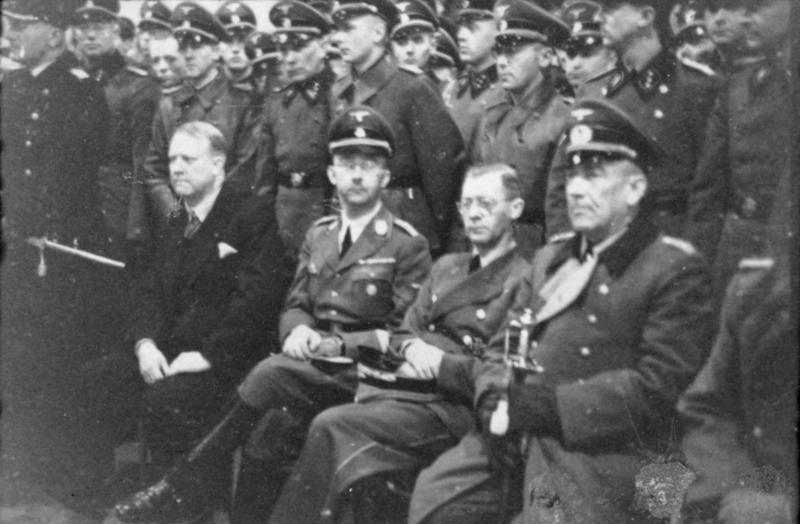
Візит Гіммлера до Норвегії. На фото він разом з Квіслінгом і рейхскомісаром Норвегії Йозефом Тербовеном

Відносно небагато норвежців були явними колабораціоністами. Було підраховано, що близько 10 % норвежців підтримало нацистську окупацію, хоча ця оцінка є невизначеною і враховує різні види підтримки під час окупації.
Прихильниками німців була створена партія «Національне єднання», в яку вступали державні службовці та представники ділових кіл.
Представники ділових кіл, власники підприємств активно співпрацювали з Німеччиною (зокрема, виконували німецькі замовлення, в тому числі — замовлення німецької окупаційної адміністрації та замовлення для німецької армії і військової промисловості):
- станом на 1 квітня 1941 року 275 підприємств на території Норвегії виконували замовлення вермахту загальною вартістю 59005 марок[15];
- станом на 1 січня 1942 року 263 підприємства на території Норвегії виконували замовлення вермахту загальною вартістю 55740 тис. марок[16].

Ряд представників інтелігенції, у тому числі журналісти та видавці друкованих видань, що виходили в Норвегії, брали участь у веденні нацистської пропаганди. Відомим колабораціоністом з норвезької інтелігенції вважається Кнут Гамсун.
У період окупації в Норвегії продовжувала діяти норвезька поліція, співробітники якої виконували розпорядження німецької окупаційної адміністрації (брали участь в розшуку і арештах антифашистів, учасників руху Опору, євреїв тощо), хоча частина поліцейських співпрацювала з антинімецькими силами.
У червні 1941 року в Норвегії були відкриті вербувальні пункти і почався набір норвезьких добровольців для відправки на Східний фронт, 1 серпня 1941 року був створений добровольчий легіон СС «Норвегія». У 1942 році Норвезький легіон був спрямований на Ленінградський фронт.
У лютому 1942 року з дозволу німецької окупаційної адміністрації було створено «Національний уряд», який очолив Відкун Квіслінг.
У серпні 1943 року уряд Квіслінга оголосив війну СРСР і в січні 1944 року — початок мобілізації 70 тис. норвежців у військові частини, які мали брати участь у бойових діях на Східному фронті. Мобілізація була зірвана, станом на 19 травня 1944 року на мобілізаційні пункти прибуло 300 чоловік. Всього протягом війни в Норвегії були мобілізовані близько 15 000 осіб, з яких 6 000 були відправлені на радянсько-німецький фронт.
Протягом п'яти років окупації кілька тисяч норвезьких жінок народили дітей від німецьких солдатів в рамках спеціальної німецької програми. Ці матері були піддані остракізму і приниженням після війни, їм давали образливі прізвиська, наприклад, «повії німців» (норв. tyskertøser). Дітей з цих спілок називали «нащадки німців» (норв. tyskerunger) або «нацистська ікра» (норв. naziyngel). 14 000 норвезьких жінок було заарештовано в Норвегії за підозрою в колабораціонізмі і співпраці з ворогом; 5 000 з них було без суду і слідства поміщено в трудові табори на півтора року, у них забрали дітей і помістили їх до притулків. Жінкам поголили голови, їх піддавали побиттю і зґвалтуванням. В інтерв'ю шведській газеті «Dagens Nyheter» один з «нащадків німців» розповів, що під час його перебування в сирітському притулку в Бергені, таких дітей змушували марширувати по місту, при цьому городяни могли їх обпльовувати і бити. Дискусія про реабілітацію таких дітей почалася з виступів на телебаченні в 1981 році, але тільки останнім часом нащадки цих союзів почали почувати себе досить вільно.
Після закінчення війни найбільш активні колабораціоністи були притягнуті до відповідальності — всього було заарештовано 28 750 чоловік, при цьому більшість з них були випущені з-під варти через нетривалий час (станом 15 липня 1945 під вартою залишалося 14 тис. чоловік), 45 були засуджені до смертної кари за зраду і військові злочини (фактично, були розстріляні тільки 37 — 25 норвежців і 12 німців), до довічного тюремного ув'язнення були засуджені ще 77 норвежців і 18 німців.

## Звільнення Норвегії

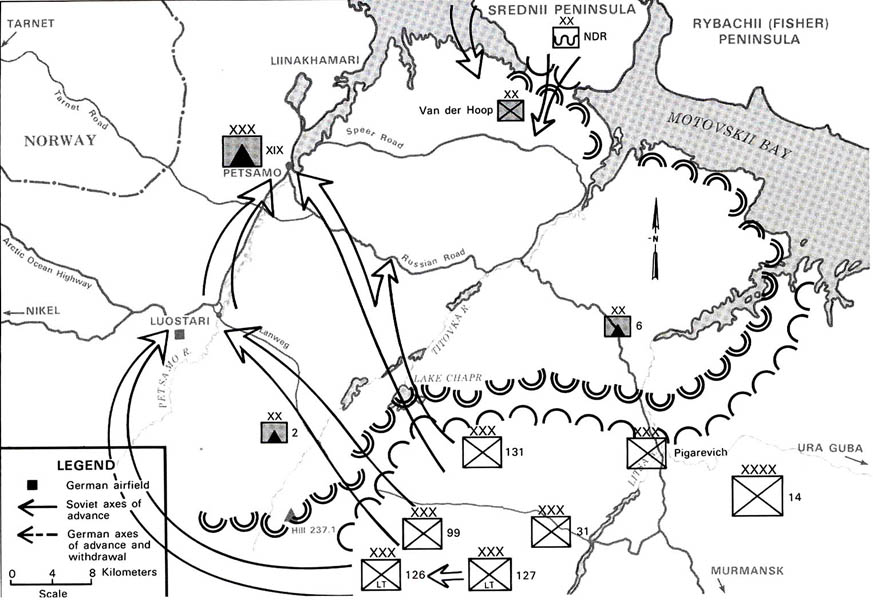
Петсамо-Кіркенеська операція (1944)

Протягом останніх двох років війни норвезький уряд у вигнанні домігся дозволу та співробітництва з боку Швеції у створенні військових формувань на території Швеції (так званих «поліцейських військ»), що набирали із норвезьких біженців. Термін «поліція» є умовним через те, що насправді це були чисто військові формування. Їх загальна чисельність склала 12 000 чоловік.
Деякі частини цієї «поліції» були зайняті у звільненні Фіннмарка взимку 1944—1945 років. Інші брали участь у звільненні решти Норвегії після капітуляції Німеччини в травні 1945 року.